# Одрано-Воля
Одрано-Воля (пол. Odrano-Wola) — село в Польщі, у гміні Гродзиськ-Мазовецький Ґродзиського повіту Мазовецького воєводства. Населення — 1019 осіб (2011).
У 1975—1998 роках село належало до Варшавського воєводства.

## Демографія
Демографічна структура станом на 31 березня 2011 року:
|          | Загалом | Допрацездатний вік | Працездатний вік | Постпрацездатний вік |
| -------- | ------- | ------------------ | ---------------- | -------------------- |
| Чоловіки | 498     | 137                | 320              | 41                   |
| Жінки    | 521     | 113                | 316              | 92                   |
| Разом    | 1019    | 250                | 636              | 133                  |